# لا خاگووا ده ایبیریکو
لا خاگووا ده ایبیریکو (به اسپانیایی: La Jagua de Ibirico, Cesar) یک سکونتگاه مسکونی در کلمبیا است که در بخش سزار واقع شده‌است.

## خصوصیات
لا خاگووا ده ایبیریکو ۲۱٬۳۸۶ نفر جمعیت دارد.